# Oľšov
Oľšov este o comună slovacă, aflată în districtul Sabinov din regiunea Prešov. Localitatea se află la altitudinea de 458 m deasupra n.m., se întinde pe o suprafață de 10,17 km2 și în 2017 număra 385 de locuitori.

## Istoric
Localitatea Oľšov este atestată documentar din 1309.

## Demografie
| An:                | 1994 | 2004    | 2014   | 2024   |
| ------------------ | ---- | ------- | ------ | ------ |
| Număr de persoane: | 359  | 407     | 396    | 366    |
| Diferență:         |      | +13,37% | −2,70% | −7,57% |

| An:                | 2023 | 2024   |
| ------------------ | ---- | ------ |
| Număr de persoane: | 364  | 366    |
| Diferență:         |      | +0,54% |